# Kickboxing
Kickboxingul (în japoneză キックボクシング, kikkubokushingu) este un grup de arte marțiale și lupte sportive în poziție verticală, care utilizează lovituri cu mâinile și picioarele, dezvoltate istoric din karate, Muay Thai și boxul clasic. Kickboxingul poate fi practicat ca autoapărare, fitness general, sau ca sport de contact.
Kickboxingul japonez își are originile în anii 1960, iar cel american a apărut la începutul anilor 1970. Kickboxingul poate fi considerat o artă marțială hibridă, format prin combinarea elementelor din diverse stiluri tradiționale de lupte.
În lume nu există un organism internațional unitar de conducere a sportului. Printre cele mai importante organisme de conducere internațională se numără International Combat Organisation (ICO), World Association of Kickboxing Organizations (WAKO), World Kickboxing Association (WKA), International Sport Karate Association (ISKA), International Kickboxing Federation (IKF), World Sport Kickboxing Federation (WKSF), ș.a. Prin urmare, nu există un singur campionat mondial unitar de kickboxing, iar titlurile de campion sunt oferite de fiecare promoter individual în parte, cum ar fi K-1, GLORY, SUPERKOMBAT, Lumpinee Boxing Stadium, ș.a. Competițiile organizate sub egida diferitor organizații, se conduc de diferite reguli, cum ar fi folosirea genunchilor sau a clinciurilor, etc.

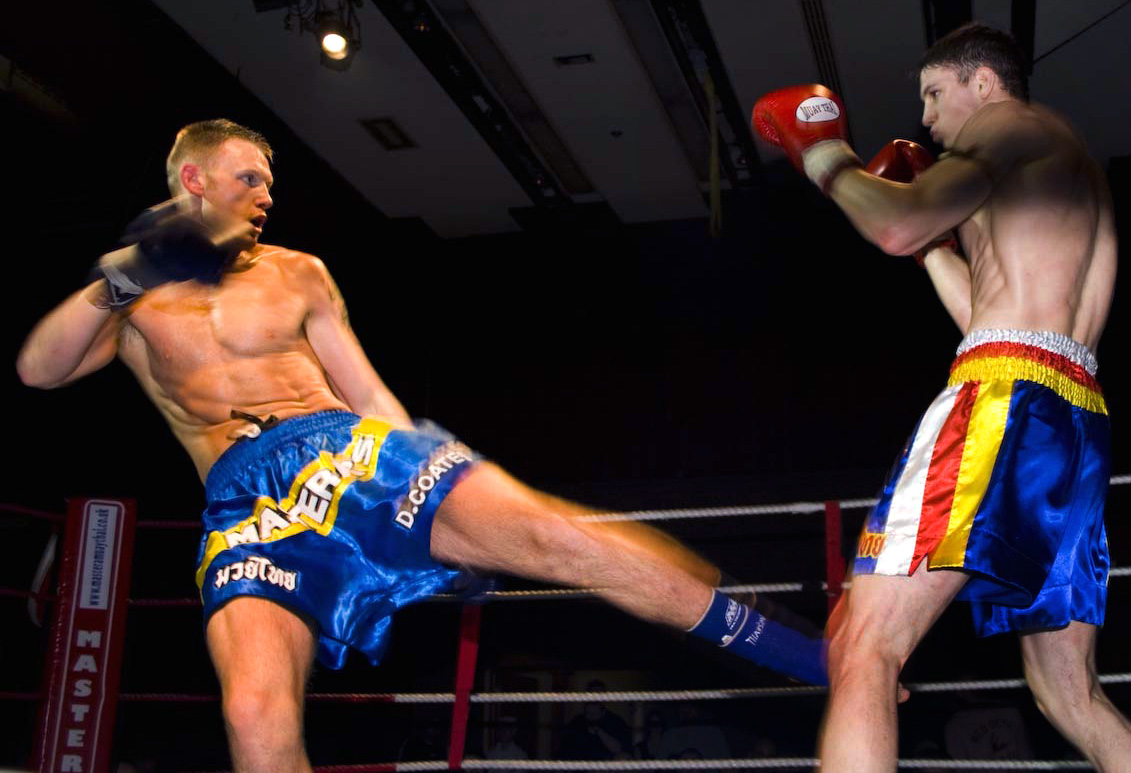

## Filmografie
Filme corelate cu kickboxingul:
- 1988 : Bloodsport
- 1989 : Kickboxer de Mark DiSalle

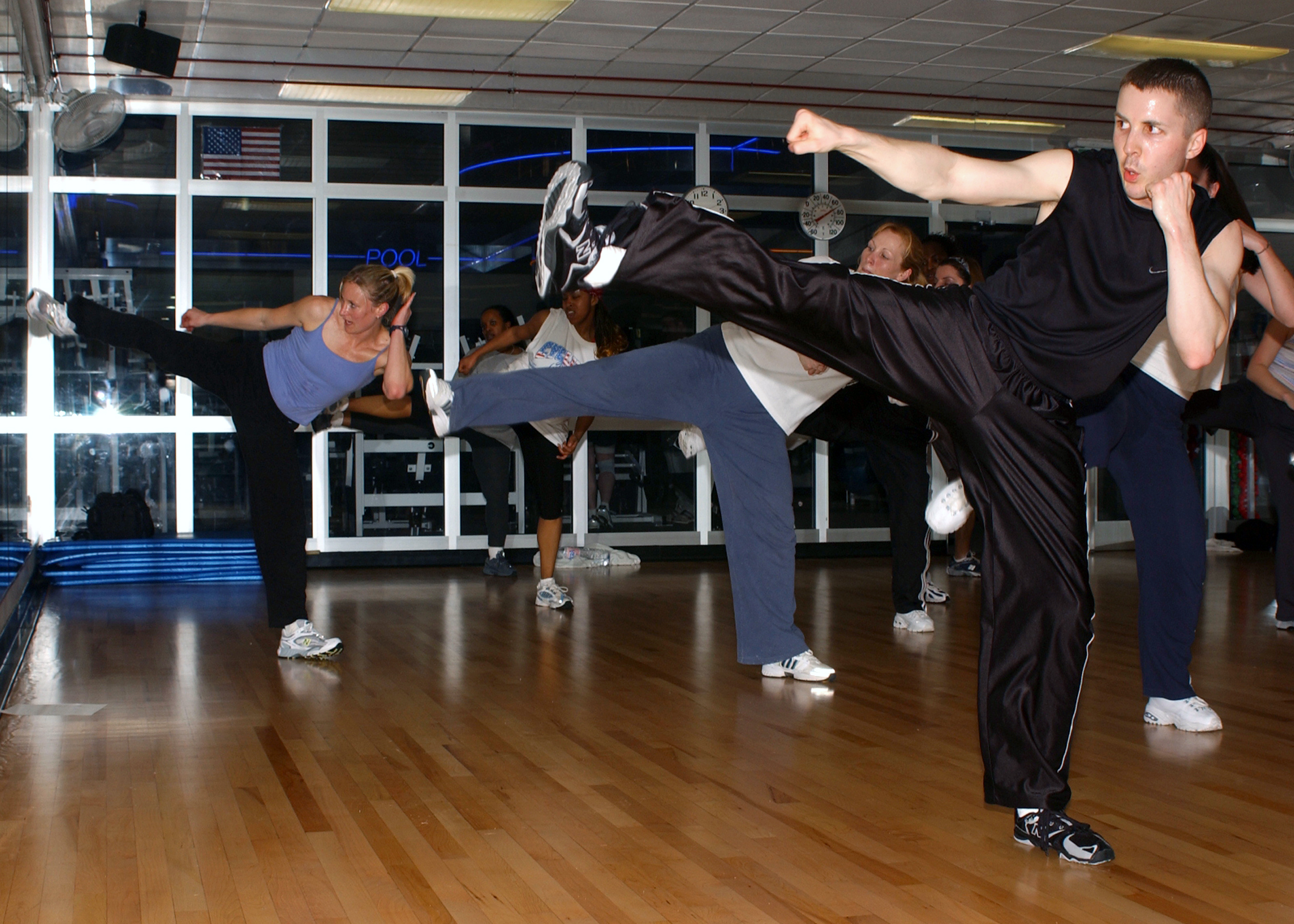
Kickboxing workout

- 1991 : Kickboxer 2 : Le Successeur de Albert Pyun
- 1992 : Kickboxer 3 de Rick King
- 1994 : Kickboxer 4  de Albert Pyun
- 1995 : Kickboxer 5 : Le Dernier Combat de Kristine Peterson
- 1993 : Kickboxer (Huang Fei-Hong zhi gui jiao qi) de Ma Wu
- 1996 : Bloodsport 2 de Alan Mehrez
- 1997 : Bloodsport 3 de Alan Mehrez
- 1999 : Bloodsport 4

## Federații internaționale
| Federație internațională                                                           | Site Web                                                                     |
| ---------------------------------------------------------------------------------- | ---------------------------------------------------------------------------- |
| World Kickboxing & Karate Association (W.K.A) - Amatori și profesioniști           | www.wkaassociation.com Arhivat în 30 mai 2013, la Wayback Machine.           |
| World Kickboxing Federation (W.K.F)                                                | www.wkfkickboxing.com Arhivat în 5 iunie 2019, la Wayback Machine.           |
| International Sport Kickboxing Association (I.S.K.A) - Amatori și profesioniști    | www.iska.com                                                                 |
| World Association of Kickboxing Organizations (W.A.K.O) - Amatori și profesioniști | www.wakoweb.com                                                              |
| World Traditional Kickboxing Association (WTKA)                                    | www.wtkainternational.com Arhivat în 15 mai 2014, la Wayback Machine.        |
| Professional Kickboxing Association (P.K.A - nouvel âge)                           | www.pkakickboxing.com                                                        |
| World Federation of Kickboxing (W.F.K) - Amatori și profesioniști                  | www.wfk-gov.com Arhivat în 20 mai 2018, la Wayback Machine.                  |
| World Amateur Sport Kickboxing Organization (W.A.S.K.O) - Amatori                  | www.dovuscu.com                                                              |
| International Kickboxing Board of Control (I.K.B.C)                                | www.ikbc.org                                                                 |
| World Kickboxing Network (W.K.N) - Profesioniști                                   | www.worldkickboxingnetwork.com Arhivat în 9 martie 2022, la Wayback Machine. |
| World Kickboxing Union (W.K.U)                                                     | www.wku-kickboxing.com Arhivat în 30 decembrie 2010, la Wayback Machine.     |
| International Kickboxing Federation (I.K.F) - Amatori și profesioniști             | www.ikfkickboxing.com                                                        |